# Бюрно-ле-Ба
Бюрно́-ле-Ба (фр. Burnhaupt-le-Bas) — коммуна на северо-востоке Франции в регионе Гранд-Эст (бывший Эльзас — Шампань — Арденны — Лотарингия), департамент Верхний Рейн, округ Тан — Гебвиллер, кантон Мазво. До марта 2015 года коммуна административно входила в состав кантона Серне (округ Тан).
Площадь коммуны — 11,77 км², население — 1411 человек (2006) с тенденцией к росту: 1826 человек (2012), плотность населения — 155,1 чел/км².

## Население
Численность населения коммуны в 2011 году составляла 1827 человек, а в 2012 году — 1826 человек.
| 1962 | 1968 | 1975 | 1982 | 1990 | 1999 | 2004 | 2006 | 2009 | 2011 | 2012 |
| ---- | ---- | ---- | ---- | ---- | ---- | ---- | ---- | ---- | ---- | ---- |
| 797  | 778  | 870  | 894  | 1018 | 1187 | 1277 | 1411 | 1708 | 1827 | 1826 |

Динамика населения:

## Экономика
В 2010 году из 1214 человек трудоспособного возраста (от 15 до 64 лет) 960 были экономически активными, 254 — неактивными (показатель активности 79,1 %, в 1999 году — 76,1 %). Из 960 активных трудоспособных жителей работали 920 человек (491 мужчина и 429 женщин), 40 числились безработными (15 мужчин и 25 женщин). Среди 254 трудоспособных неактивных граждан 87 были учениками либо студентами, 101 — пенсионерами, а ещё 66 — были неактивны в силу других причин.
На протяжении 2011 года в коммуне числилось 694 облагаемых налогом домохозяйства, в которых проживало 1819,5 человек. При этом медиана доходов составила 23770 евро на одного налогоплательщика.